# 280244 Ati
280244 Ati este o planetă minoră (asteroid) din Asteroid Amor. A fost descoperită pe 27 noiembrie 2002 la  de Campo Imperatore Near-Earth Object Survey⁠(d). 
Obiectul prezintă o orbită caracterizată de o semiaxă mare de 2,1264259800521 UAi, o excentricitate de 0,44059994643347, o înclinație de 5,398368 ° în raport cu ecliptica.